# Naturalismo biológico

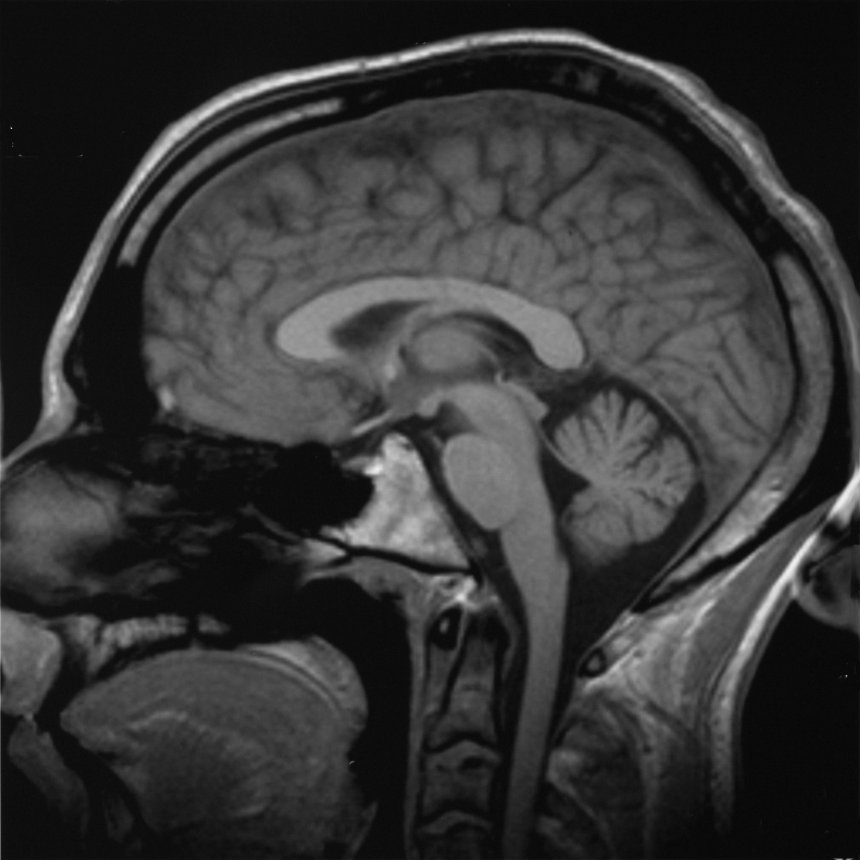
O Naturalismo Biológico afirma que a consciência é uma função avançada das capacidades físicas do cérebro humano.

Naturalismo biológico é uma teoria monista sobre a relação entre a mente e o corpo (ou seja, o cérebro). Foi proposta por John R. Searle, em 1980.
Searle em diversos momentos faz opção por procurar resolver os problemas filosóficos a partir do abandono das posições teóricas rivais que sempre surgem nestes casos.
Quanto ao problema da relação entre a mente e o cérebro, Searle lembra as mais diversas posições teóricas que vão do materialismo eliminativista mais extremo ao dualismo epifenomenalista. Para sair de todo os pré-conceitos que mantém o problema, Searle propõe que se comece do que se tem na realidade. Ou seja, temos um conjunto de células específicas, os neurônios, que formam redes de comunicação entre si, e temos o aspecto subjetivo, chamado de mente, consciência. Mais claramente temos uma propriedade que emerge do cérebro que tem como característica ser subjetiva e consciente.
Searle chama, então, de Naturalismo Biológico a posição filosófica que parte do que existe, uma propriedade subjetiva que emerge de um grupo de células em rede.
Desta forma o problema mente-cérebro deixa de existir.

## Visão global
Searle nega o dualismo cartesiano, a ideia de que a mente é um tipo de substância separada ao corpo, pois isso contraria toda a nossa compreensão da realidade física do universo e, ao contrário de Descartes, ele não traz Deus para solucionar o problema. De fato, Searle nega qualquer tipo de dualismo, a alternativa tradicional para o monismo, alegando que a distinção de dois mundos (material e imaterial) é um erro. Ele rejeita a ideia de que, porque a mente existe ontologicamente, ela não é objectivamente visível, não cai sob a rubrica de física.
Searle acredita que a consciência "é uma parte real do mundo real e não pode ser eliminada a favor de, ou reduzido a, outra coisa" mesmo que essa outra coisa seja um estado neurológico do cérebro ou algum tipo de programa de computador. Ele argumenta, por exemplo, que o programa conhecido como "Deep Blue"  não sabe que joga xadrex e  não entende nada a respeito xadrez. Ele também acredita que a consciência é tanto uma causa dos eventos no corpo e uma resposta aos eventos no corpo.
Por outro lado, Searle não trata a consciência como o fantasma na máquina de Gilbert Ryle. Ele trata, sim, como um estado do cérebro. A interação causal entre mente e cérebro pode ser descrita em termos naturalistas: Eventos no nível microscópico causa consciência. Alterações no nível macroscópico (todo o cérebro ou em grande parte dele) constitui a consciência. Micro mudanças causam e, em seguida, são afetadas por mudanças holísticas, em muito da mesma maneira que cada um dos jogadores de futebol individualmente causam uma equipe (como um todo) a ganhar jogos, causando com que os indivíduos dessa equipe ganhem confiança a partir do conhecimento que fazem parte de um time vencedor.